# Хлорид рутения(III)
Хлорид рутения(III) — неорганическое соединение, соль металла рутения и соляной кислоты с формулой RuCl3, чёрно-коричневые кристаллы, не растворяется в холодной воде, образует кристаллогидраты.

## Получение
- Реакция хлора и рутения:

{\displaystyle {\mathsf {2Ru+3Cl_{2}\ {\xrightarrow {300^{o}C,CO}}\ 2RuCl_{3}}}}
- Растворение оксида рутения(IV) в концентрированной соляной кислоте, насыщенной хлором:

{\displaystyle {\mathsf {3RuO_{2}+12HCl\ {\xrightarrow {1300^{o}C}}\ RuCl_{4}+2RuCl_{3}+Cl_{2}\uparrow +6H_{2}O}}}

## Физические свойства
Хлорид рутения(III) образует 2 модификации: α-модификация имеет черную окраску, а β - коричневую. При нагревании в токе хлора при 450°С происходит переход из α-модификации в β.
Образует кристаллогидраты состава RuCl3•H2O и RuCl3•3H2O.
Плохо растворяется в холодной воде.

## Химические свойства
- Разлагается при нагревании:

{\displaystyle {\mathsf {2RuCl_{3}\ {\xrightarrow {500-850^{o}C}}\ 2Ru+3Cl_{2}}}}
- Разлагается горячей водой:

{\displaystyle {\mathsf {RuCl_{3}+5H_{2}O\ {\xrightarrow {90^{o}C}}\ [Ru(H_{2}O)_{3}Cl(OH)_{2}]+2HCl}}}
- С концентрированной соляной кислотой образует хлорокомплексы:

{\displaystyle {\mathsf {RuCl_{3}+3HCl\ {\xrightarrow {}}\ H_{3}[RuCl_{6}]}}}
- С концентрированными растворами хлоридов щелочных металлов образует комплексные соли:

{\displaystyle {\mathsf {RuCl_{3}+2KCl+H_{2}O\ {\xrightarrow {}}\ K_{2}[Ru(H_{2}O)Cl_{5}]}}}
- При нагревании окисляется кислородом воздуха:

{\displaystyle {\mathsf {2RuCl_{3}+2O_{2}\ {\xrightarrow {600-700^{o}C}}\ 2RuO_{2}+3Cl_{2}}}}
- Восстанавливается водородом:

{\displaystyle {\mathsf {2RuCl_{3}+3H_{2}\ {\xrightarrow {T}}\ 2Ru+6HCl}}}
- При восстановлении хлорида рутения цинковой пылью в аммиачном буферном растворе образуется хлорид гексаамминрутения(II):

{\displaystyle {\mathsf {2RuCl_{3}+Zn+12NH_{3}\ \xrightarrow {\ } 2[Ru(NH_{3})_{6}]Cl_{2}+2ZnCl_{2}}}}